# Dohlížet a trestat
Dohlížet a trestat (ve francouzském originále Surveiller et punir) je kniha francouzského filozofa Michela Foucaulta. Jedná se o analýzu sociálních a teoretických mechanismů, které stály za změnami v západních trestních systémech v moderní době, vzniklou na základě historických dokumentů z Francie. Foucault v knize tvrdí, že se věznice nestala hlavní formou trestu jen kvůli humanitárním obavám reformistů. Sleduje zde kulturní posuny, které vedly k převaze věznic.
Umělec Tony Conrad vytvořil v roce 1988 instalaci s názvem Panopticion, která byla inspirována touto knihou.